# Martin Clunes
Alexander Martin Clunes (28 de noviembre de 1961) es un actor y comediante inglés, conocido por sus papeles como Gary Strang en Men Behaving Badly, Doctor Martin Ellingham en Doc Martin y en Reggie Perrin.

## Biografía
Clunes es hijo del actor Alec Clunes, que murió de cáncer de pulmón cuando Clunes tenía ocho años y medio. Tiene una hermana mayor llamada, Amanda. Su madre Daphne, luego de ser un miembro de la Academia de Música y Arte Dramático de Londres, una vez trabajó para Orson Welles. Su primo fue el fallecido actor Jeremy Brett.
En 2010 fue nombrado presidente del Royal International Horse Show, y el 1 de junio de 2011 de la British Horse Society.

## Carrera
En 1998 se unió al elenco de la película estadounidense Shakespeare in Love donde interpretó a Richard Burbage, un actor y propietario de un teatro que le ofrece William Shakespeare (Joseph Fiennes) su etapa para su obra Romeo y Julieta.
En el 2000 apareció en la película Saving Grace donde interpretó al doctor Martin Bamford, un amigo del jardinero Matthew Stewart (Craig Ferguson). Más tarde el personaje fue renombrado Martin Ellingham para la serie.
En 2004 se unió al elenco de la serie Doc Martin donde interpreta al médico Martin Ellingham, hasta ahora.
En 2013 apareció como invitado en la serie Strike Back: Shadow Warfare donde interpretó a Sebastian Grey, un exagente del MI6 que ahora trabaja como un oficial en inteligencia en inteligencia a las afueras de Beirut.

## Vida personal
En 1990 se casó con la actriz Lucy Aston, sin embargo el matrimonio se terminó en 1997.
Ese mismo año Clunes se casó con la productora de televisión Philippa Braithwaite. En 1999 la pareja tuvo una hija (Emily Clunes).

## Apoyo a beneficencias
En enero del 2011 fue nombrado patrón del "Animal Care" en Egipto. Clunes apoya al Weldmar Hospicecare Trust en Dorset, de "Born Free" y de "MacMillan Cancer Support".

## Filmografía

### Series de televisión
| Año           | Serie                                | Personaje                        | Notas                                 |
| ------------- | ------------------------------------ | -------------------------------- | ------------------------------------- |
| 2004-presente | Doc Martin                           | Dr. Martin Ellingham             | 38 episodios                          |
| 2013          | Strike Back: Shadow Warfare          | Sebastian Grey                   | 2 episodios                           |
| 2012          | The Town                             | Len Robson                       | 3 episodios - miniserie               |
| 2012          | A Mother's Son                       | Ben                              | 2 episodios - miniserie               |
| 2009 - 2010   | Reggie Perrin                        | Reggie                           | 12 episodios                          |
| 2003 - 2005   | William and Mary                     | William Shawcross                | 18 episodios                          |
| 2004          | Fungus the Bogeyman                  | George White                     | -                                     |
| 2003          | Little Robots                        | Stripy (Rayas)                   | -                                     |
| 2001          | Merlin the Magical Puppy             | Merlin                           | -                                     |
| 1997 - 2000   | Kipper                               | Kipper                           | 78 episodios                          |
| 2000          | Randall & Hopkirk (Deceased)         | Craig Nash                       | episodio "Mental Apparition Disorder" |
| 2000          | Gormenghast                          | Profesor Flower                  | episodio # 1.3 - miniserie            |
| 1992 - 1999   | Men Behaving Badly                   | Gary                             | 44 episodios                          |
| 1995          | Moving Story                         | Earl Pangbourne                  | episodio "Norman Blood"               |
| 1995          | Chiller                              | Ray Knight                       | episodio "Toby"                       |
| 1994          | Harry Enfield and Chums              | Charlie                          | 3 episodios                           |
| 1994          | Under the Hammer                     | Hector Bovington                 | episodio "The Spectre at the Feast"   |
| 1993          | Demob                                | Dick Dobson                      | 6 episodios                           |
| 1993          | If You See God, Tell Him             | Agente Inmobiliario              | episodio # 1.1                        |
| 1993          | The Smell of Reeves and Mortimer     | Phil Spector                     | episodio "Water"                      |
| 1993          | Bonjour la Classe                    | Dr. Chambourcy                   | episodio "Old Dogs"                   |
| 1993          | Lovejoy                              | Anthony Drury                    | episodio "The Colour of Mary"         |
| 1992          | Harry Enfield's Television Programme | Sidney Harbour-Bridge            | 2 episodios                           |
| 1992          | Inspector Morse                      | James Balcombe                   | episodio "Happy Families"             |
| 1992          | The Upper Hand                       | Paul                             | episodio "The Whiz Kid"               |
| 1991          | Gone to the Dogs                     | Pilbeam                          | 6 episodios - miniserie               |
| 1991          | Jeeves and Wooster                   | Cyril "Barmy" Fotheringay Phipps | 4 episodios                           |
| 1991          | About Face                           | Doctor Powell                    | episodio "Sleeping Sickness"          |
| 1990          | Never Come Back                      | Luke                             | -                                     |
| 1989          | The Paradise Club                    | Willy Bruce                      | episodio "Sins of the Father"         |
| 1989          | Boon                                 | Vizconde James Blackwater        | episodio "Of Meissen Men"             |
| 1989          | Hannay                               | Lord Amersham                    | episodio "The Confidence Man"         |
| 1988          | American Playhouse                   | Fotógrafo                        | episodio "Suspicion"                  |
| 1986 - 1987   | All at Number 20                     | Doctor Henry                     | 11 episodios                          |
| 1983 - 1986   | No Place Like Home                   | Nigel Crabtree                   | 6 episodios                           |
| 1983          | Jury                                 | Martyn                           | episodio "Andrew"                     |
| 1983          | Doctor Who                           | Lon                              | 4 episodios                           |
| 1982          | BBC Play of the Month                | -                                | episodio "The White Guard"            |

### Películas
| Año  | Título                                              | Personaje          | Notas                                                                                            |
| ---- | --------------------------------------------------- | ------------------ | ------------------------------------------------------------------------------------------------ |
| 2014 | Nativity 3: Dude, Where's My Donkey?                | Jeremy Shepherd    |                                                                                                  |
| 2012 | Room on the Broom                                   | Dog                | junto a Simon Pegg, Gillian Anderson, Rob Brydon & Timothy Spall                                 |
| 2011 | Me or the Dog                                       | Dudley             | corto - junto a Edward Hogg, Kemi-bo Millar & Julian Byrd                                        |
| 2010 | Labrats                                             | Pearly             | junto a John Thomson, Michael Brandon, Donald Sinden & John Henshaw                              |
| 2007 | The Man Who Lost His Head                           | Ian Bennett        | junto a John Callen, Gareth Reeves & John Leigh                                                  |
| 2006 | Losing It                                           | Phil MacNaughton   | junto a Holly Aird, James Lance, Mathew Horne & Ralph Ineson                                     |
| 2006 | The Children's Party at the Palace                  | Mr. Plod           | junto a Kacey Ainsworth, Sam Aston, Sanjeev Bhaskar, Bernard Cribbins & Ronnie Corbett           |
| 2005 | Kipper: Tiger Tales                                 | Kipper             | junto a Chris Lang & Julia Sawalha                                                               |
| 2005 | Kipper: Puppy Love                                  | Kipper             | junto a Chris Lang & Julia Sawalha                                                               |
| 2004 | Beauty                                              | Tom Fitzhenry      | junto a Sienna Guillory & Peter Vaughan                                                          |
| 2004 | Kipper: Kipper Helps Out                            | Kipper             | junto a Chris Lang & Julia Sawalha                                                               |
| 2004 | Kipper: Imagine That                                | Kipper             | junto a Chris Lang & Julia Sawalha                                                               |
| 2004 | Kipper: Cuddly Critters                             | Kipper             | junto a Chris Lang & Julia Sawalha                                                               |
| 2004 | Kipper: Let It Snow                                 | Kipper             | junto a Chris Lang & Julia Sawalha                                                               |
| 2003 | The Booze Cruise                                    | Clive Rainer       | junto a Neil Pearson, Mark Benton, Anne Reid, Claire Skinner, Marsha Fitzalan & Ben Whishaw      |
| 2003 | Doc Martin and the Legend of the Cloutie            | Dr. Martin Bamford | junto a Jake Wood & Anna Chancellor                                                              |
| 2002 | Goodbye, Mr. Chips                                  | Mr. Chipping       | junto a Victoria Hamilton, Henry Cavill, William Moseley, Oliver Rokison & Harry Lloyd           |
| 2002 | A Is for Acid                                       | John George Haigh  | junto a Keeley Hawes, Richard Hope & Celia Imrie                                                 |
| 2002 | Global Heresy                                       | James Chancellor   | junto a Peter O'Toole, Joan Plowright, Alicia Silverstone & Jaimz Woolvett                       |
| 2001 | Doc Martin                                          | Dr. Martin Bamford | junto a Dominic Rowan, Richard Dillane, Oliver Fox & Christopher Pizzey                          |
| 2000 | Aladdin                                             | Abanazer           | junto a Ed Byrne, Patsy Kensit, Ralf Little, Billy Murray & Meera Syal                           |
| 2000 | Lorna Doone                                         | Jeremy Stickles    | junto a Richard Coyle, Aidan Gillen, Amelia Warner, Anthony Calf & Barbara Flynn                 |
| 2000 | Dirty Tricks                                        | Edward             | junto a James Bolam, Julie Graham, Neil Dudgeon, Henry Goodman & Lindsay Duncan                  |
| 2000 | Saving Grace                                        | Dr. Martin Bamford | junto a Brenda Blethyn, Craig Ferguson & Jamie Foreman                                           |
| 2000 | Kipper: Snowy Day and Other Stories                 | Kipper             | junto a Chris Lang                                                                               |
| 1999 | The Nearly Complete and Utter History of Everything | Rey Henry V        | junto a Ronnie Barker, Robert Bathurst, Helena Bonham Carter, Richard Briers & Peter Davison     |
| 1999 | Sex 'n' Death                                       | Ben Black          | junto a Paula Bacon, Natasha Bell, Katy Cavanagh & Caroline Goodall                              |
| 1999 | Hunting Venus                                       | Simon Delancey     | junto a Neil Morrissey, Jane Horrocks, Danny Webb, Mark Williams & Ben Miller                    |
| 1999 | Kipper: The Visitor and Other Stories               | Kipper             | junto a Chris Lang                                                                               |
| 1999 | Kipper: Pig's Present and Other Stories             | Kipper             | junto a Chris Lang                                                                               |
| 1998 | Shakespeare in Love                                 | Richard Burbage    | junto a Geoffrey Rush, Tom Wilkinson, Joseph Fiennes, Judi Dench & Gwyneth Paltrow               |
| 1998 | Touch and Go                                        | Nick Wood          | junto a Kacey Ainsworth, Teresa Banham, Nadia Cameron-Blakey & Ian McElhinney                    |
| 1998 | The Acide House                                     | Rory               | junto a Ewen Bremner, Jemma Redgrave, Maurice Roëves & Billy McElhaney                           |
| 1990 | The Russia House                                    | Brock              | junto a Sean Connery, Michelle Pfeiffer, Roy Scheider, James Fox, David Threlfall & John Mahoney |

### Apariciones
| Año               | Programa                          | Notas                              |
| ----------------- | --------------------------------- | ---------------------------------- |
| 2003, 2009 - 2011 | Have I Got News for You           | 6 episodios - presentador invitado |
| 2008              | Martin Clunes: A Man and His Dogs | presentador                        |
| 2001 - 2003, 2005 | Parkinson                         | 4 episodios                        |
| 1996              | Shooting Stars: Unviewed and Nude | invitado                           |

### Director, presentador, narrador y departamento de música
| Año  | Título                                       | Notas                              |
| ---- | -------------------------------------------- | ---------------------------------- |
| 2006 | The Prince's Trust 30th Birthday: Live       | narrador                           |
| 1999 | Bron to Be Wild                              | presentador                        |
| 1999 | Hunting Venus                                | director                           |
| 1996 | Roger and the Rottentrolls                   | narrador                           |
| 1994 | Staggered                                    | director                           |
| 1992 | The Ballad of Kid Divine: The Cockney Cowboy | música: "The Ballad of Kid Divine" |

### Teatro
| Año  | Obra                   | Personaje | Director (a)     | Teatro            | Notas                                                                             |
| ---- | ---------------------- | --------- | ---------------- | ----------------- | --------------------------------------------------------------------------------- |
| 1990 | Caesar                 | -         | Lindsay Posner   | Open Air Theatre  | junto a Karl Johnson, Patrick O'Connell, Anthony O'Donnell & Rosie Timpson        |
| 1990 | Much Ado About Nothing | -         | Ian Talbot       | Open Air Theatre  | junto a Karl Johnson, Susan Tracy, Mark Addy, Des McAleer & Roy Hudd              |
| 1990 | The Fantasticks        | -         | Ian Talbot       | Open Air Theatre  | junto a Karl Johnson, Susan Tracy, Pip Donaghy, Patrick O'Connell & Mark Addy     |
| 1989 | Valued Friends         | -         | -                | Hampstead Theatre | junto a Jane Horrocks, Tim McInnerny & Serena Gordon                              |
| 1988 | The Admirable Crichton | -         | Frith Banbury    | Theatre Royal     | junto a Edward Fox, Rex Harrison, Margaret Courtenay, Niamh Cusach & Steven Pacey |
| 1987 | Henry V                | -         | Michael Bogdanov | Old Vic Theatre   | junto a John Price, June Watson, Colin Farrell & Michael Cronin                   |
| 1987 | Henry IV, Part II      | -         | Michael Bogdanov | Old Vic Theatre   | junto a John Price, June Watson, Colin Farrell & Michael Cronin                   |
| 1987 | Henry IV, Part I       | -         | Michael Bogdanov | Old Vic Theatre   | junto a John Price, June Watson, Colin Farrell & Michael Cronin                   |

## Premios y nominaciones
| Año  | Categoría                                 | Premio                    | Serie/Película                      | Resultado |
| ---- | ----------------------------------------- | ------------------------- | ----------------------------------- | --------- |
| 2012 | Most Popular Male Drama Performance       | National Television Award | Doc Martin                          | Nominado  |
| 2012 | Best Actor                                | TV Quick Award            | Doc Martin                          | Nominado  |
| 2011 | Best Actor in a Series, Comedy or Musical | Satellite Award           | Doc Martin                          | Nominado  |
| 2008 | Best Actor                                | TV Quick Award            | Doc Martin                          | Nominado  |
| 2006 | Best Actor-Male                           | RTS Television Award      | Doc Martin                          | Nominado  |
| 2005 | Best Actor                                | TV Quick Award            | Doc Martin                          | Nominado  |
| 2005 | Most Popular Actor                        | National Television Award | William and Mary & Doc Martin       | Nominado  |
| 2004 | Best TV Comedy Actor                      | British Comedy Award      | Beauty & Doc Martin                 | Nominado  |
| 2003 | Most Popular Actor Award                  | National Television Award | William and Mary                    | Nominado  |
| 2003 | Best TV Comedy Actor                      | Best Comedy Actor         | The Booze Cruise & William and Mary | Nominado  |
| 1999 | Outstanding Performance by a Cast         | British Comedy Award      | Shakespeare in Love                 | Ganaron   |
| 1997 | Best Comedy Performance                   | BAFTA TV Award            | Men Behaving Badly                  | Nominado  |
| 1996 | Most Popular Comedy Performer             | National Television Award | Men Behaving Badly                  | Ganó      |
| 1996 | Best Comedy Performance                   | BAFTA TV Award            | Men Behaving Badly                  | Ganó      |
| 1995 | Top TV Comedy Actor                       | British Comedy Award      | Men Behaving Badly                  | Ganó      |